# Tumeur glomique

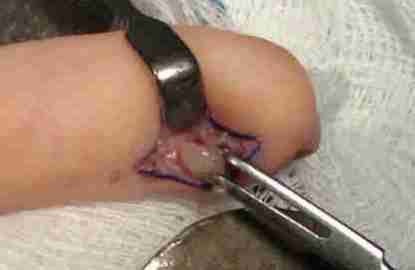
Extraction chirurgicale de tumeur glomique d'un doigt d'une femme. La tumeur est le sphéroïde aplati translucide au centre de l'incision.

Une tumeur glomique (parfois qualifiée de "solitaire" "solide", voire appelée glomangioma) est une tumeur bénigne rare originaire du glomus (composant du derme impliqué dans la régulation de la température).
Ce type de tumeur fut pour la première fois décrit par Hoyer en 1877, et sa première description clinique complète revient à Masson en 1924.